# نيكولا أندريغن
نيكولا أندريغن (بالإسبانية: Nicolás Andereggen)‏ (ولد بتاريخ 22 سبتمبر 1999) وهو لاعب كرة قدم أرجنتيني يلعب كمهاجم حاليا لنادي يونيون في دوري الدرجة الأولى الأرجنتيني.

## روابط خارجية
- نيكولا أندريغن على موقع قاعدة بيانات كرة القدم.إي يو (الإنجليزية)
- نيكولا أندريغن على موقع Soccerway.com (الإنجليزية)
- نيكولا أندريغن على موقع عالم كرة القدم.نت (الإنجليزية)